# Il pianeta proibito
Il pianeta proibito (Forbidden Planet) è un film di fantascienza del 1956, diretto da Fred M. Wilcox e prodotto dalla Metro-Goldwyn-Mayer, da cui fu tratto un adattamento letterario scritto da Philip MacDonald (con lo pseudonimo di W.J. Stuart) e pubblicato nello stesso anno.
La trama è vagamente ispirata alla commedia teatrale La tempesta di Shakespeare. Nella realizzazione della pellicola furono impiegati numerosi effetti speciali della Walt Disney Productions e della musica elettronica, per conferire il carattere alieno del contesto. Il film è ricordato anche per la presenza di un robot, Robby, riproposto in successive pellicole e serie televisive.
Dal 2013 è conservato nel National Film Registry della Biblioteca del Congresso degli Stati Uniti d'America.

## Trama
XXIV secolo, l'incrociatore spaziale C-57-D, al comando di John J. Adams, è inviato in missione sul pianeta Altair IV, quarto della stella Altair, alla ricerca di sopravvissuti della spedizione Bellerofonte, giuntavi vent'anni prima e della quale non si hanno notizie. Giunti in orbita, il comandante è contattato via radio da uno dei membri di quella spedizione, il professor Edward Morbius, che tenta di dissuaderlo dall'atterraggio.
Sbarcati, giunge ad accoglierli una vettura condotta dal robot Robby che reca il comandante e i secondi alla residenza di Morbius. Egli è un anziano studioso filologo, unico superstite della spedizione Bellerofonte poiché tutti gli altri sono stati uccisi da una "forza misteriosa", a eccezione di sua moglie, deceduta successivamente per cause naturali. L'uomo è convinto che questa entità non costituisca più una minaccia, né per lui né per sua figlia Alta, nativa del pianeta, pur temendo come essa possa tornare a manifestarsi. Contravvenendo alle disposizioni di suo padre, la ragazza si presenta ai tre ufficiali, destando in loro un certo interesse.
Morbius ammonisce che i nuovi arrivati possano risvegliare la forza e infatti una notte l'impianto trasmettitore viene misteriosamente danneggiato. Su pressione del comandante Adams, Morbius rivela parte delle sue scoperte, di come il pianeta fosse stato abitato da una razza aliena nobile e potente chiamata Krell, eticamente e tecnicamente più progrediti. Prima che gli esseri umani popolassero la Terra, i Krell scesero sul pianeta raccogliendo dei campioni, spiegando così la presenza di animali terrestri su Altair IV. Questa nobile razza tuttavia sarebbe scomparsa misteriosamente in una sola notte. Nei sotterranei della residenza Morbius mostra dei macchinari di costruzione aliena come uno strumento in grado di incrementare l'intelligenza, da lui stesso sperimentato a rischio della propria vita, e soprattutto la "Grande Macchina", un apparato tuttora funzionante che si sviluppa per enormi profondità nelle viscere del pianeta, costituito da migliaia di reattori nucleari. Morbius ritiene come essa faccia parte di un progetto grandioso che avrebbe liberato gli alieni dalla dipendenza di ogni mezzo fisico.
Farman tenta di sedurre una troppo ingenua Alta, subendo la ramanzina del comandante, e nel frattempo il tecnico delle comunicazioni Quinn resta ucciso. Il mostro invisibile ha lasciato delle impronte sul terreno, dal quale calco di gesso si deduce una creatura predatrice con caratteristiche sia di quadrupede, che di antropoide bipede. Il dottore avendo studiato il piede del mostro, ammette di trovarlo innaturale e che la creatura è qualcosa di inconcepibile nelle leggi dell'evoluzione.
Morbius, apertamente ostile a divulgare i suoi studi, attribuisce il misfatto alla forza misteriosa risvegliatasi, ammonendo il comandante ad abbandonare il pianeta. La notte successiva l'equipaggio subisce l'attacco diretto del mostro praticamente invisibile e che si manifesta nel suo orrore alla luce dei fasci di energia. La creatura viene respinta a stento con un tributo di vittime, tra cui il tenente Farman. Il comandante e il dottore decidono di prelevare Morbius e sua figlia, offrendosi il primo a sottoporsi al potenziamento dell'intelligenza per comprendere quanto stia accadendo.
Adams e Alta, ora innamorati, discutono su come persuadere Morbius ma nel frattempo il dottore si è sottoposto all'apparecchio subendo uno shock fatale. Prima di spirare egli rivela come la civiltà Krell abbia creato uno strumento in grado di proiettare materia con il solo pensiero, senza considerare la materializzazione dell'inconscio e con esso i "mostri dell'Id", ai quali dovettero soccombere.
Il comandante comprende come l'entità origini dalla mente di Morbius, il quale suo malgrado è indirettamente artefice dello sterminio della spedizione. Una gelosia verso i colleghi ed ora verso sua figlia scatenano puntualmente l'ira del mostro, che in quel momento fa irruzione nella residenza. Il gruppo riesce a fuggire nei sotterranei, le cui paratie blindate vengono divelte senza difficoltà. 
Oramai consapevole della propria responsabilità, Morbius affronta il suo demone, rinnegandolo e restandone ferito mortalmente, non prima di aver spiegato ai compagni l'innesco del congegno a tempo di autodistruzione.
Dallo spazio, i sopravvissuti assistono all'esplosione del pianeta Altair IV e della distruzione della conoscenza dei Krell.

## Produzione

### Fonti di ispirazione
Il film trae liberissima ispirazione alla commedia shakespeariana La tempesta., per la similitudini con i personaggi: Prospero = dottor Morbius, Miranda = Altaira, gli spiriti Ariel e Calibano = il robot Robby mentre Adams ha una vaga attinenza con Ferdinando. Il cuoco, doppiato da Nino Manfredi, ricalca i personaggi di Stefano e del giullare Trinculo. L'entità assassina si ispira allo spirito che agisce su Prospero.

### Cast

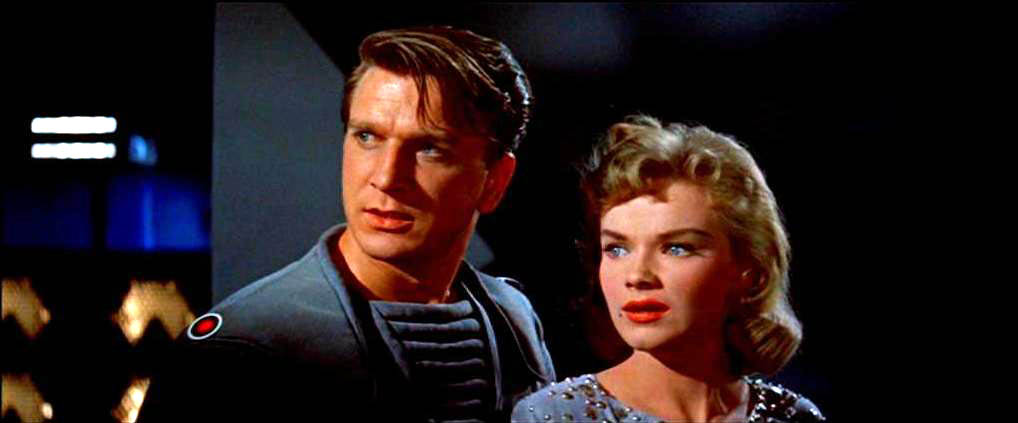
Leslie Nielsen e Anne Francis nel trailer del film.

- L'attore canadese Walter Pidgeon, nel ruolo del coprotagonista Morbius, noto in Italia, lavorò con Totò in I due colonnelli.
- Esordio da protagonista di Anne Francis[3][4].
- Leslie Nielsen, anch'egli canadese, dopo una lunga fase di caratterista televisivo, guadagnò popolarità come protagonista di film comico-demenziali come la fortunata serie Una pallottola spuntata.[5]

### Effetti speciali
Le sequenze animate, in particolare l'attacco del mostro, furono create dal veterano degli effetti speciali Joshua Meador, prestato per l'occasione alla MGM dalla Walt Disney.

### Robby il robot
Il robot Robby fu l'oggetto scenico cinematografico più costoso mai costruito all'epoca e ispirò la produzione di numerosi giocattoli. Nel cinema tornò in piccole apparizioni (tra cui Il robot e lo Sputnik, Gremlins del 1984, Le ragazze della Terra sono facili del 1988, Looney Tunes: Back in Action del 2003).
Nella versione originale è doppiato da Marvin Miller.
In televisione Robby apparve in tre episodi della serie TV Ai confini della realtà, in uno come protagonista, e negli anni sessanta, nella serie commedia La famiglia Addams, nell'episodio 20 della prima stagione della serie Lost in Space del 1965 nel quale è antagonista di Robot e negli anni settanta, nella serie poliziesca Colombo, e nella serie commedia Mork & Mindy. È presente inoltre nel settimo episodio dell'ottava stagione di The Big Bang Theory.
Robby ispirò i programmatori della Bethesda Softworks per la creazione dei robot protettori nel videogioco Fallout 3.
Robby è il primo robot della storia del cinema a rispettare le Tre leggi della robotica di Isaac Asimov postulate nel 1941-42. In una scena del film Robby si rifiuta di obbedire a un ordine illecito di Morbius, sostenendo che causerà la sua disattivazione se ripetuto. Il robot si dimostrerà poi impotente davanti all'Entità perché vi riconosce parte della mente del suo padrone. A partire da questo film quasi tutti i robot rispettarono le Tre leggi della robotica.

## Distribuzione
- L'edizione italiana del doppiaggio venne effettuata dalla ODI di Roma.
- Il cuoco di bordo Quinn è doppiato da Nino Manfredi che, con voce alterata, doppia anche il robot Robby.
- Il film è stato trasmesso televisivamente per la prima volta in Italia, nel luglio 1969 sul canale nazionale RAI, in concomitanza con l'allunaggio dell'Apollo 11.

## Critica
Rompendo con i meccanismi abituali del genere, Il pianeta proibito presenta un interessante accostamento ai temi della psicanalisi e propone una riflessione, ancora molto attuale, sulla incapacità dell'uomo nel gestire la conoscenza.»
(Fantafilm)

## Opere derivate

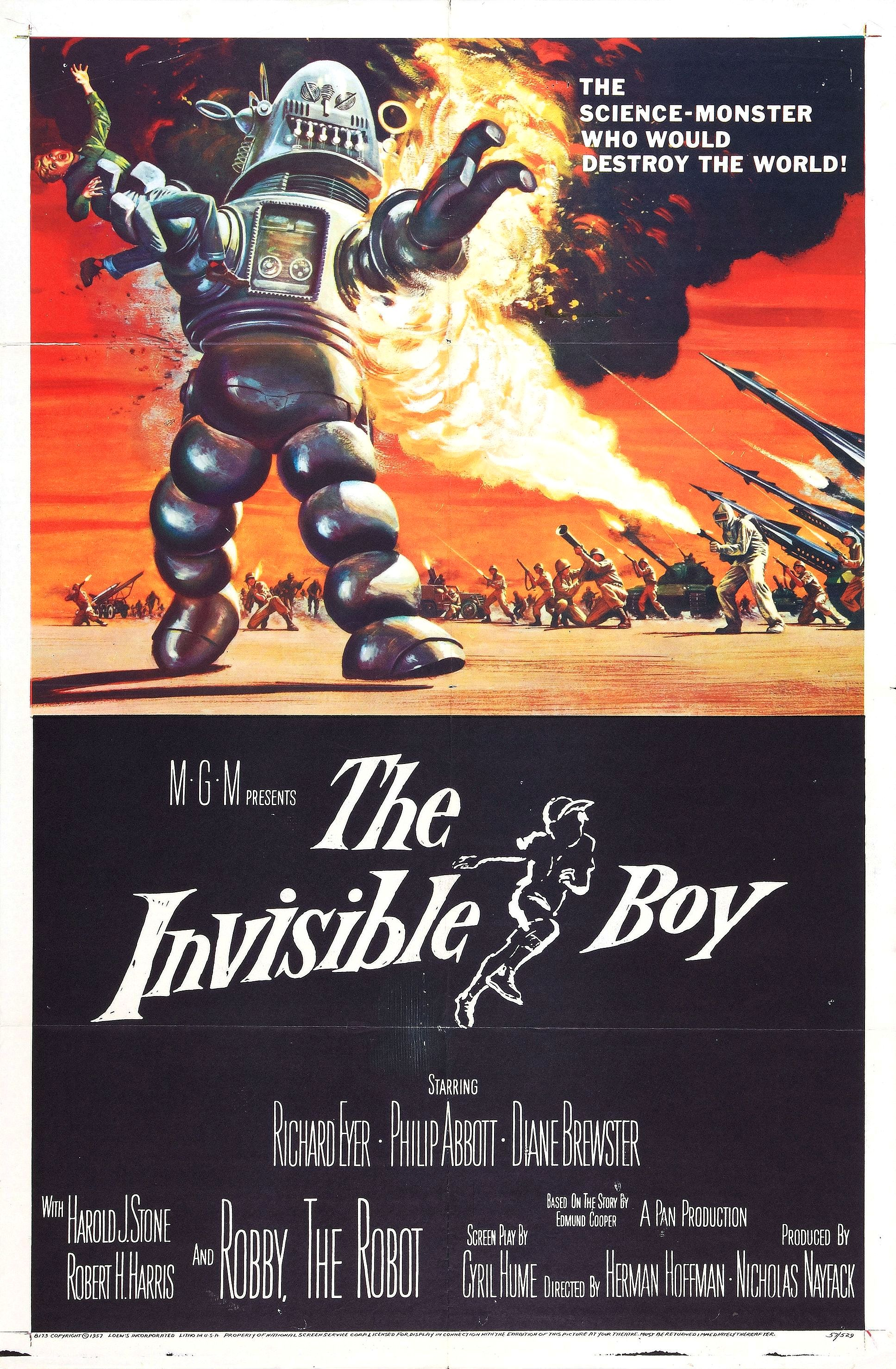
Locandina del film Il robot e lo Sputnik del 1957, spin-off di Il pianeta proibito.

### Romanzo
Dal film fu tratto un romanzo omonimo a opera di W.J. Stuart, pubblicato nello stesso anno di uscita del film. Rispetto al film il libro approfondisce maggiormente la vicenda dei Krell e il rapporto tra questi e Morbius. Diversamente dalla versione cinematografica, nel libro Morbius si sottopone più volte alla macchina, accrescendo la sua intelligenza molto al di là delle possibilità umane, mantenendo però inalterata la sua natura imperfetta di uomo, causa della propria fine.

### Spin-off
Nel 1957 la MGM realizza uno spin-off di Il pianeta proibito, si tratta del film Il robot e lo Sputnik (The Invisible Boy), di cui è protagonista Robby il robot, qui ritornato sul pianeta Terra e, grazie a un viaggio nel tempo, scaraventato nel XX secolo. Robby, malandato, viene riparato da un ragazzino dotato di superpoteri mentali, divenendo però lo strumento di un computer malvagio.

### Remake cancellato
Nel 2008 fu annunciato un remake del film, su sceneggiatura di J. Michael Straczynski, e con Joel Silver come produttore con il patrocinio della Warner Bros. Nel marzo 2009 Straczynski ha tuttavia confermato che il progetto è stato abbandonato poiché la sceneggiatura non è stata approvata. Nel gennaio 2018, lo sceneggiatore ha rivelato che una compagnia di produzione si è detta interessata alla sceneggiatura che aveva scritto anni prima, senza tuttavia confermare la realizzazione del film.